# Лукоянов Артем Володимирович
Артем Володимирович Лукоянов (рос. Артём Владимирович Лукоянов; 31 січня 1989, м. Альметьєвськ, СРСР) — російський хокеїст, нападник. Виступає за «Ак Барс» (Казань) у Континентальній хокейній лізі. 
Вихованець хокейної школи «Нафтовик» (Альметьєвськ). Виступав за «Нафтовик-2» (Альметьєвськ), «Нафтовик» (Альметьєвськ). 